# Lymantria dissoluta
Lymantria dissoluta är en fjärilsart som beskrevs av Swinhoe 1903. Lymantria dissoluta ingår i släktet Lymantria och familjen tofsspinnare. Inga underarter finns listade i Catalogue of Life.